# Pogonaleyrodes fastuosa
Pogonaleyrodes fastuosa là một loài côn trùng cánh nửa trong họ Aleyrodidae, phân họ Aleyrodinae.
Pogonaleyrodes fastuosa được Takahashi miêu tả khoa học đầu tiên năm 1955.